# 권필 (희극인)
권필(본명: 권필균, 1980년 10월 15일 ~ )은 대한민국의 희극 배우이다.

## 학력
- 대진대학교 신문방송학과(중퇴)

## 출연작

### 방송
- 생방송 톡!톡! 보니하니 (EBS)
- 웃찾사 (SBS)
- 개그투나잇 (SBS)